# Division I i ishockey 1956/1957
Division I i ishockey 1956/1957 var den trettonde säsongen med division I som högsta serien inom ishockeyn i Sverige. Serien hade utökats med fyra lag och bestod nu av sexton lag indelade i två grupper som båda spelades som dubbelserier om fjorton omgångar. De två främsta lagen i varje grupp var kvalificerade för fortsatt spel i mästerskapsserien om titeln svenska mästare.
När Årets ishockey sammanfattar säsongen skriver man att den varit en framgång fr.a. för landsorten. Tidigare har högsta serien dominerats av lag från Stockholm och Södertälje, men denna säsong toppades den norra serien av fyra landsortslag samtidigt som Sveriges mest framgångsrika lag dittills, Hammarby från Stockholm söder, flyttades ner till Division II. Den södra serien toppades fortfarande av ett Stockholms- och ett Södertäljelag, men samtidigt var lagen som flyttades ner också från dessa städer. Runt om i Sverige noterades publikrekord i samband med att ishockeyintresset ökade och i Leksand hade 9 587 personer sett mötet med Gävle. För första gången hade också ett lag som inte kom från Mälardalen vunnit SM.
I den norra serien började Gälve bäst och ledde serien efter tre omgångar med en målskillnad på 34–6, men i fjärde omgången tappade man ledningen och från och med den femte så ledde Leksand. Lagen bytte plats i toppen ytterligare någon gång, men efterhand var det Leksand som drog ifrån. I södergruppen inledde Djurgården överraskande med att endast spela oavgjort mot ett hårt kämpande Matteuspojkarna. I den sjätte omgången gick DIF upp i serieledning och sedan släppte man den inte igen. Seriesegern säkrades i den trettonde omgången efter att Grums besegrats med 8–2.

## Division I Norra
| Nr | Lag                | S  | V  | O | F  | GM | IM | MS  | P  |
| -- | ------------------ | -- | -- | - | -- | -- | -- | --- | -- |
| 1  | Leksands IF        | 14 | 12 | 0 | 2  | 62 | 39 | +23 | 24 |
| 2  | Gävle GIK          | 14 | 9  | 1 | 4  | 83 | 45 | +38 | 19 |
| 3  | Skellefteå AIK     | 14 | 7  | 3 | 4  | 58 | 41 | +17 | 17 |
| 4  | Wifsta/Östrands IF | 14 | 6  | 1 | 7  | 53 | 58 | −5  | 13 |
| 5  | IK Göta            | 14 | 5  | 1 | 8  | 55 | 70 | −15 | 11 |
| 6  | Mora IK            | 14 | 5  | 1 | 8  | 57 | 81 | −24 | 11 |
| 7  | Hammarby IF        | 14 | 4  | 1 | 9  | 52 | 66 | −14 | 9  |
| 8  | Brynäs IF          | 14 | 4  | 0 | 10 | 41 | 61 | −20 | 8  |

## Division I Södra
| Nr | Lag                  | S  | V  | O | F  | GM  | IM | MS  | P  |
| -- | -------------------- | -- | -- | - | -- | --- | -- | --- | -- |
| 1  | Djurgårdens IF       | 14 | 12 | 1 | 1  | 122 | 30 | +92 | 25 |
| 2  | Södertälje SK        | 14 | 10 | 1 | 3  | 66  | 39 | +27 | 21 |
| 3  | Grums IK             | 14 | 8  | 2 | 4  | 74  | 51 | +23 | 18 |
| 4  | IFK Bofors           | 14 | 7  | 1 | 6  | 59  | 56 | +3  | 15 |
| 5  | Forshaga IF          | 14 | 7  | 0 | 7  | 54  | 76 | −22 | 14 |
| 6  | Västerås IK          | 14 | 4  | 1 | 9  | 46  | 61 | −15 | 9  |
| 7  | UoIF Matteuspojkarna | 14 | 3  | 2 | 9  | 37  | 84 | −47 | 8  |
| 8  | BK Star              | 14 | 0  | 2 | 12 | 36  | 97 | −61 | 2  |

## Svenska mästerskapsserien
Publiksuccén från föregående säsong bestod. Totalt antal åskådare under mästerskapsserien blev 81 625 personer, nästan 14 000 fler än föregående säsong. Överraskningarna blev dessutom flera. Redan i första omgången bjöd Gälve gästande Djurgården på oväntat hårt motstånd – även om de till slut förlorade matchen. I andra omgången spelade favoriterna Djurgården och Södertälje oavgjort inför nästan 12 000 åskådare på Johanneshovs isstadion samtidigt som Leksand inkasserade sin andra förlust. Tredje omgången bjöd på nya stora överraskningar, båda favoriterna föll och Gävle toppade nu tabellen. I femte omgången kunde Gävle säkerställa sitt SM-guld genom att besegra Djurgården med 3–2 inför 18 070 åskådare på Johanneshovs isstadion den 22 mars 1957. Nu ledde man mästerskapsserien med ointagliga tre poäng inför sista omgången.
| Nr | Lag            | S | V | O | F | GM | IM | MS  | P |
| -- | -------------- | - | - | - | - | -- | -- | --- | - |
| 1  | Gävle GIK      | 6 | 4 | 0 | 2 | 24 | 15 | +9  | 8 |
| 2  | Djurgårdens IF | 6 | 3 | 1 | 2 | 21 | 16 | +5  | 7 |
| 3  | Södertälje SK  | 6 | 3 | 1 | 2 | 20 | 19 | +1  | 7 |
| 4  | Leksands IF    | 6 | 1 | 0 | 5 | 13 | 28 | −15 | 2 |

| Hemma \ Borta  | DIF | GIK | LIF | SSK |
| Djurgårdens IF | —   | 2–3 | 6–5 | 3–3 |
| Gävle GIK      | 1–2 | —   | 6–0 | 3–6 |
| Leksands IF    | 3–0 | 3–8 | —   | 1–4 |
| Södertälje SK  | 1–8 | 2–3 | 4–1 | —   |